# Mistrzostwa Polski w Badmintonie 2003
39. Mistrzostwa Polski w badmintonie odbyły się w dniach 31 stycznia-2 lutego 2003 roku w Słupsku.

## Klasyfikacja medalowa
| Konkurencja:            | Złoto:                                                            | Srebro:                                                                | Brąz: |
| gra pojedyncza kobiet   | Kamila Augustyn (Piast-B Słupsk)                                  | Angelika Węgrzyn (Technik Głubczyce)                                   | Małgorzata Kurdelska (ZASUW Warszawa) Anna Rosko (Technik Głubczyce)                                                                 |
| gra pojedyncza mężczyzn | Jacek Niedźwiedzki (SKB Suwałki)                                  | Dariusz Zięba (Ruch Piotrków Tryb.)                                    | Przemysław Wacha (Technik Głubczyce) Kamil Turonek (SKB Suwałki)                                                                     |
| gra podwójna kobiet     | Kamila Augustyn (Piast-B Słupsk) Paulina Matusewicz (SKB Suwałki) | Monika Bieńkowska (Masovia Płock) Krystyna Polakowska (Warmia Olsztyn) | Barbara Kulanty (SKB Suwałki) Joanna Szleszyńska (SKB Suwałki) Anna Rosko (Technik Głubczyce) Angelika Węgrzyn (Technik Głubczyce)   |
| gra podwójna mężczyzn   | Michał Łogosz (SKB Suwałki) Robert Mateusiak (SKB Suwałki)        | Przemysław Wacha (Technik Głubczyce) Piotr Żołądek (Technik Głubczyce) | Jacek Hankiewicz (SKB Suwałki) Damian Pławecki (AZS Kraków) Jacek Niedźwiedzki (SKB Suwałki) Kamil Turonek (SKB Suwałki)             |
| gra mieszana            | Robert Mateusiak (SKB Suwałki) Barbara Kulanty (SKB Suwałki)      | Michał Łogosz (SKB Suwałki) Joanna Szleszyńska (SKB Suwałki)           | Damian Pławecki (AZS Kraków) Monika Bieńkowska (Masovia Płock) Dariusz Zięba (Ruch Piotrków Tryb.) Dorota Grzejdak (PTS Puszczykowo) |